# Consonne liquide
Une consonne liquide,, ou, par ellipse, une liquide est, en phonétique,, une consonne combinant une occlusion et une ouverture du chenal buccal, de manière simultanée comme les latérales, ou de manière successive comme les vibrantes.
Il s'agit d'une consonne spirante qui n'est pas une semi-voyelle car elle ne correspond pas phonétiquement à une voyelle. Les consonnes liquides peuvent être latérales ou rhotiques.
Le français ne comporte que deux liquides latérales : [l], plus son allophone [l̥] (utilisé en fin de phrase, comme dans peuple).